# 布特亚丁根
布特亚丁根（德語：Butjadingen，發音：[bʊtˈjaːdɪŋən]）是德国下萨克森州威悉马施县的市镇，面积129.55平方千米，2023年12月31日人口为6,041人。